# Josef Kapucián
Josef Kapucián (19. března 1841 Jaroměř – 21. listopadu 1908 Třebechovice pod Orebem) byl lidový řezbář, autor řady řezeb na Třebechovickém betlému.

## Život
Do Třebechovic se přiženil v roce 1867. Vzal si za manželku Pavlínu Lhotskou, dceru třebechovického hodináře. Měli spolu dvě děti: syna Václava, který zemřel v osmnácti letech, a dceru Marii, která zemřela ve 22 letech, oba na tuberkulózu. V roce 1889 zemřela i jeho manželka. Oženil se podruhé, jeho druhá žena Kateřina zemřela v roce 1902.
Živil se vyřezáváním předmětů, hraček a drobných plastik, jeho mecenášem byl farář Jodas z Vysokého Újezda. Vyřezal i sošku svatého Václava a beránka Božího, které roku 1902 věnoval kostelu v Jeníkovicích.
Bydlel u Josefa Probošta. Za byt a stravu vyřezával figurky do betlému. Josef Probošt poznal, že Kapucián je lepší řezbář, a proto mu přenechal vytvoření většiny figurek. Sám se pak věnoval celkovému uspořádání.
Poslední dva roky strávil Josef Kapucián v městském chudobinci, kde též v zapomenutí zemřel.

### Zajímavost
Na betlému je stejná scéna – spící pastýř se stádem pod stromem – ve dvou provedeních vedle sebe, jednou v podání Josefa Kapuciána a podruhé v podání Josefa Probošta.